# Насильство проти жінок

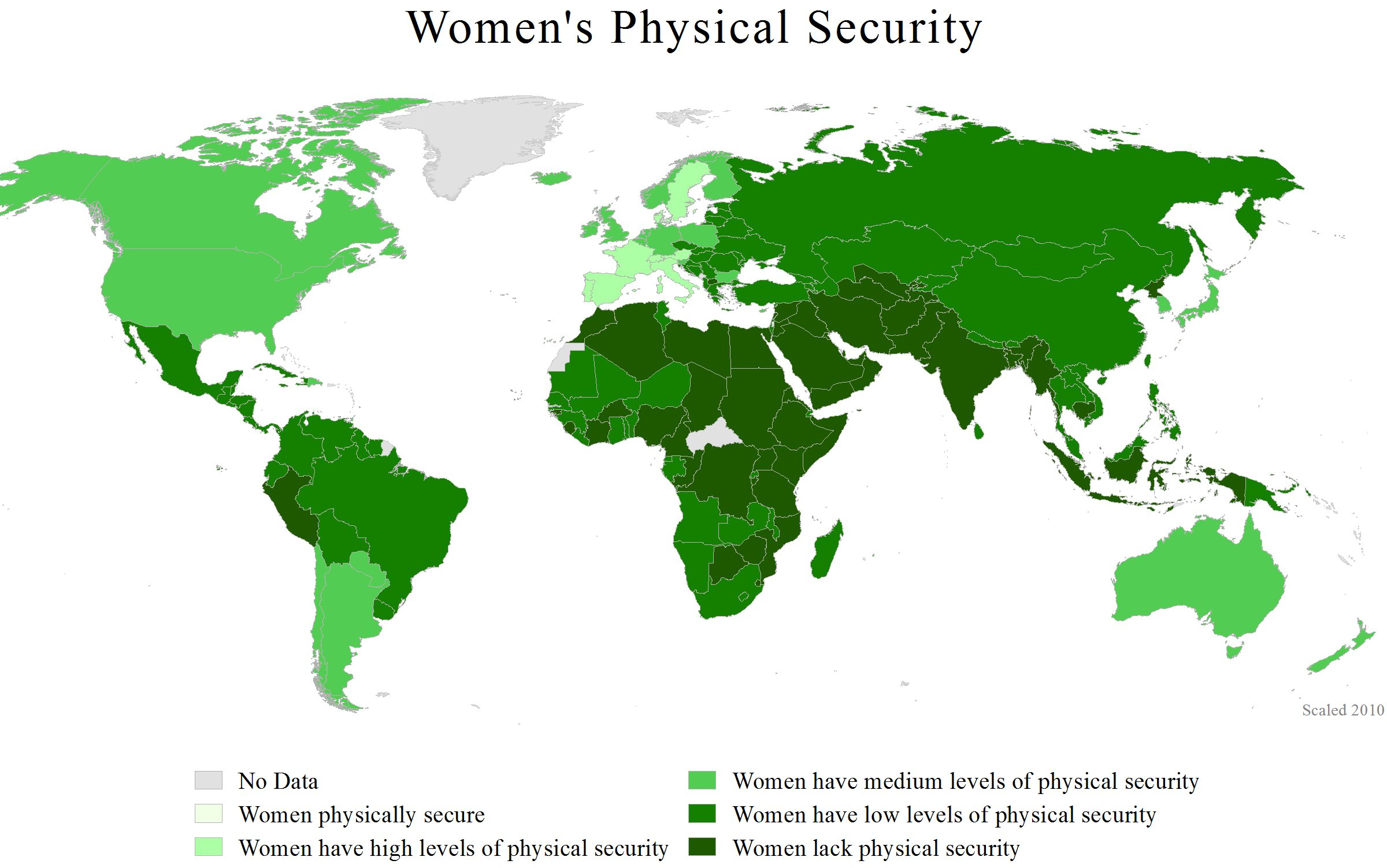
Рівень фізичної безпеки жінок, 2011.

Насильство проти (стосовно, щодо) жінок (англ. Violence against women, VAW), також гендерно-зумовлене, -орієнтоване, -базоване, насильство на основі статі чи гендерне насильство (англ. sexual and gender-based violence, SGBV) — це «будь-який акт насильства за ознакою статі, що завдає або може завдати фізичної, сексуальної чи психологічної шкоди або страждання жінкам, включаючи погрози здійснення таких актів, примус чи свавільне обмеження свободи, незалежно від того, відбувається це в суспільному чи особистому житті» (ст. 1 Декларації про усунення насильства проти жінок ГА ООН, 1993).
Подібно визначається насильство проти жінок і у Стамбульській конвенції Ради Європи (головному міжнародному комплексному законодавчому інструменті боротьби з насильством проти жінок та домашнім насильством), де є одним із ключових понять. Відмінність полягає у додатковому визнанні насильства проти жінок одночасно «порушенням прав людини та формою дискримінації», а також включає, крім трьох названих різновидів, ще й економічну шкоду.
Насильство проти жінок, зокрема домашнє — одна з найсерйозніших і найпоширеніших форм порушення прав людини в Європі, універсальна за віком, класом та походженням. Кожна п'ята жінка лише в Європі пережила чи ризикує його пережити. Страждають не лише потерпілі, але й діти, що стають свідками насильства. Фінансові витрати через насильство проти жінок — біля 34 млрд євро на країну РЄ щорічно (555 євро на душу населення). При цьому збір точних даних ускладнений, оскільки про більшість випадків не повідомляється через соціальний тиск, таке насильство розслідують погано, рідко доводять до суду та часто обмежуються мінімальним покаранням, а нечутливе ставлення слідства та суду часто ретравмує постраждалих. Через брак захисту повідомлення про насильство підвищують його ризики.
Сучасні інструменти боротьби з насильством проти жінок, засновані на глобальних дослідженнях та кращих практиках подолання — це Стамбульська конвенція (Україна була серед авторок Конвенції, підписала її 7 листопада 2011 року, ратифікувала — 20 червня 2022 року) та Шведська модель протидії проституції, для якої законодавство України частково відповідне з 2005 року, коли штраф за сутенерство було замінено позбавленням волі від 3 до 15 років.

## Визначення
У Декларації про усунення насильства проти жінок, прийнятій ООН у 1993 році, постановляється, що «насильство проти жінок є втіленням історично нерівних владних відносин між чоловіками та жінками, котрі призвели до домінування чоловіків та дискримінації жінок чоловіками та до недопускання повноцінного розвитку жінок; і тому насильство проти жінок є одним із ключових соціальних механізмів, з допомогою котрих жінок примушують до позиції підлеглості стосовно чоловіків». Декларація класифікує насильство проти жінок у три категорії: насильство, що відбувається в родині (домашнє насильство), таке, що відбувається в суспільстві, і насильство, яке чинить чи виправдовує держава.
Міжамериканська конвенція про попередження, покарання та ліквідацію насильства проти жінок (Inter-American Convention on the Prevention, Punishment, and Eradication of Violence against Women) визначає насильство проти жінок як «будь-яку засновану на гендері дію чи поведінку, що призводить до смерті, фізичної, сексуальної чи психологічної шкоди чи страждань жінок як у публічній, так і в приватній сфері».
Протокол Мапуту (протокол про права жінок Африканської хартії прав людини і народів) успадкував ширше визначення насильства проти жінок як «всіх вчинених щодо жінок актів, що завдають чи можуть завдати їм фізичної, сексуальної, психологічної та економічної шкоди, включаючи погрози такими актами; чи самочинне обмеження чи позбавлення фундаментальних свобод в особистому чи публічному житті під час миру та протягом ситуацій збройних конфліктів чи війни».
Стамбульська конвенція постановляє: «під насильством проти жінок розуміється злочин проти прав людини чи їх порушення as та форма дискримінації жінок».

## Поширеність та статистика

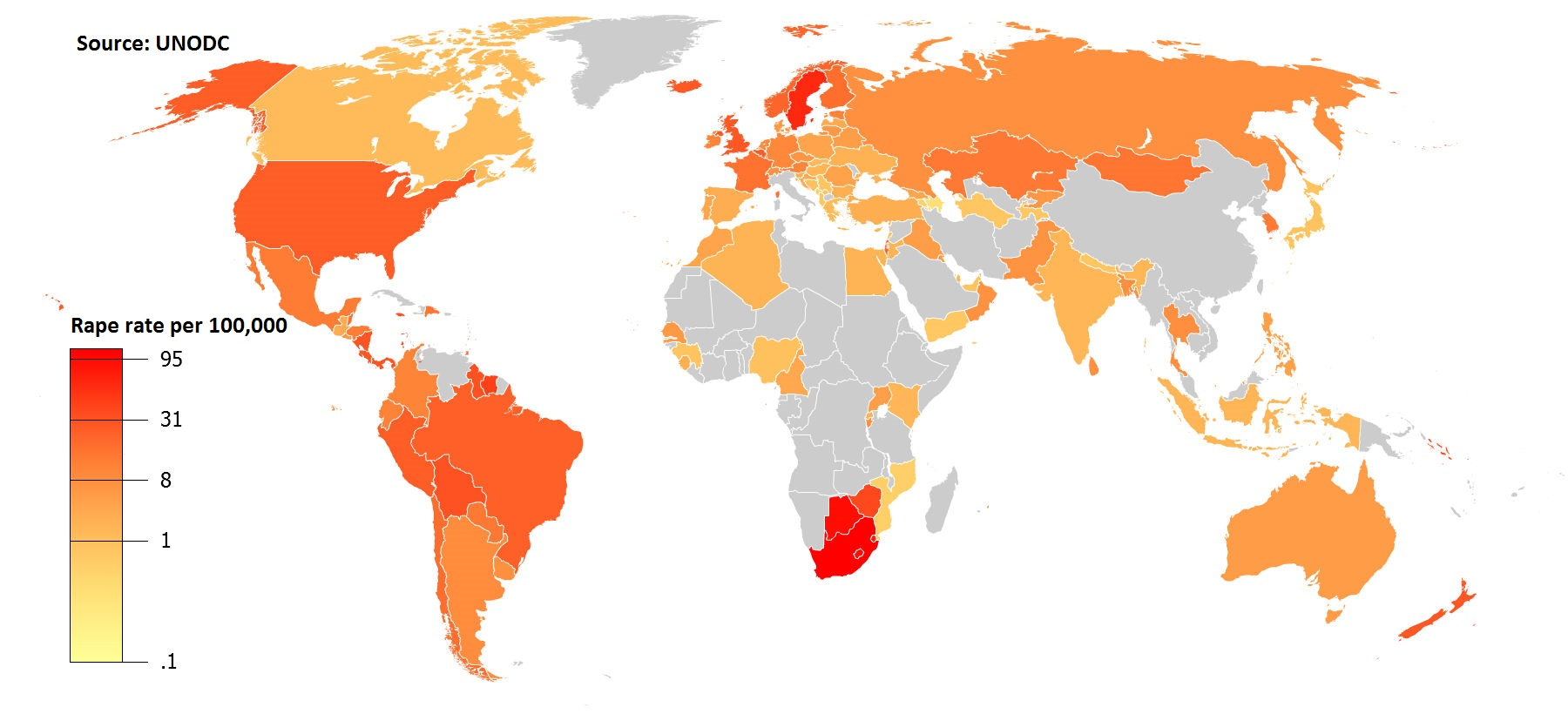
Кількість зґвалтувань не сягає 100 на 100 000 осіб, 2010—2012.

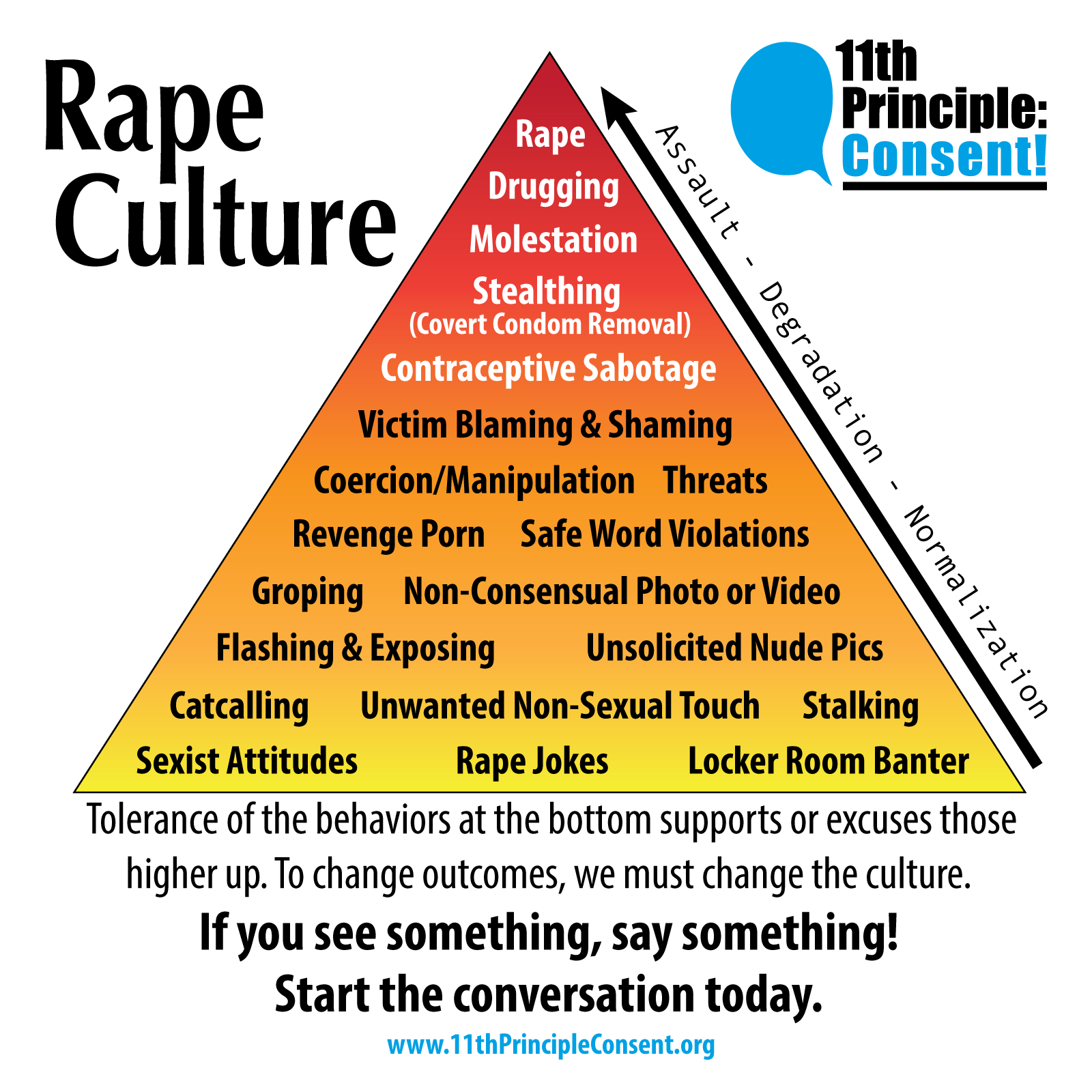
Піраміда культури зґвалтування: від сексизму (постери з оголеними жінками на робочому місці) та слів (жарти про зґвалтування) до поведінки (домагання, насильство).

Насильство проти жінок, зокрема домашнє насильство, — одна з найсерйозніших форм порушення прав людини в Європі.
- Це один із найпоширеніших злочинів: кожна п'ята жінка в Європі — жертва насильства в минулому, теперішньому чи стане нею у майбутньому[1]. Фінансові витрати через насильство проти жінок високі — орієнтовно 34 млрд євро на країну РЄ щорічно, відповідно 555 євро на душу населення[2]
- Насильство проти жінок є універсальним за віком, класом та походженням. Правопорушники та жертви існують серед усіх верств населення. Страждають не лише потерпілі, але й діти, що стають свідками насильства, також зазнають травм. Від насильства страждають жінки будь-якого віку та походження, хоча деякі особливо вразливі[1].
- Про більшість випадків насильства проти жінок не повідомляється. Отримання точної статистики є ускладненим, оскільки таке насильство вважають приватною справою, і багато жінок не бажають повідомляти про нього, або ж піддаються на тиск сімей чи громади. Заниження звітних показників доповнюється поганою організацією розслідувань, судового переслідування та системи покарань. Багато справ не доходять до суду, а якщо і доходять, то кривдники дістають мінімальне покарання. Нечутливе ставлення до жертв під час слідства та судового процесу часто стає причиною повторної віктимізації. Це знеохочує жінок повідомляти про випадки насильства, особливо враховуючи те, що через нестачу достатнього захисту такі повідомлення підвищують ризик наражання жертви на подальше насильство[1].
- Від домашнього насильства страждають в основному жінки та дівчата. У більшості випадків кривдники — чоловіки. Тоді як деякі чоловіки можуть страждати від домашнього насильства, його частота та жорстокість набагато менші за насильство проти жінок, і чоловіки можуть стати жертвами насильства у відповідь на скоєне ними насильство. Як показують дослідження, існує зв'язок між фізичним насильством над дітьми та домашнім насильством проти жінок; інші види домашнього насильства, як-от жорстоке поводження з літніми людьми та з чоловіками, менш досліджені[1].

## Причини та фактори

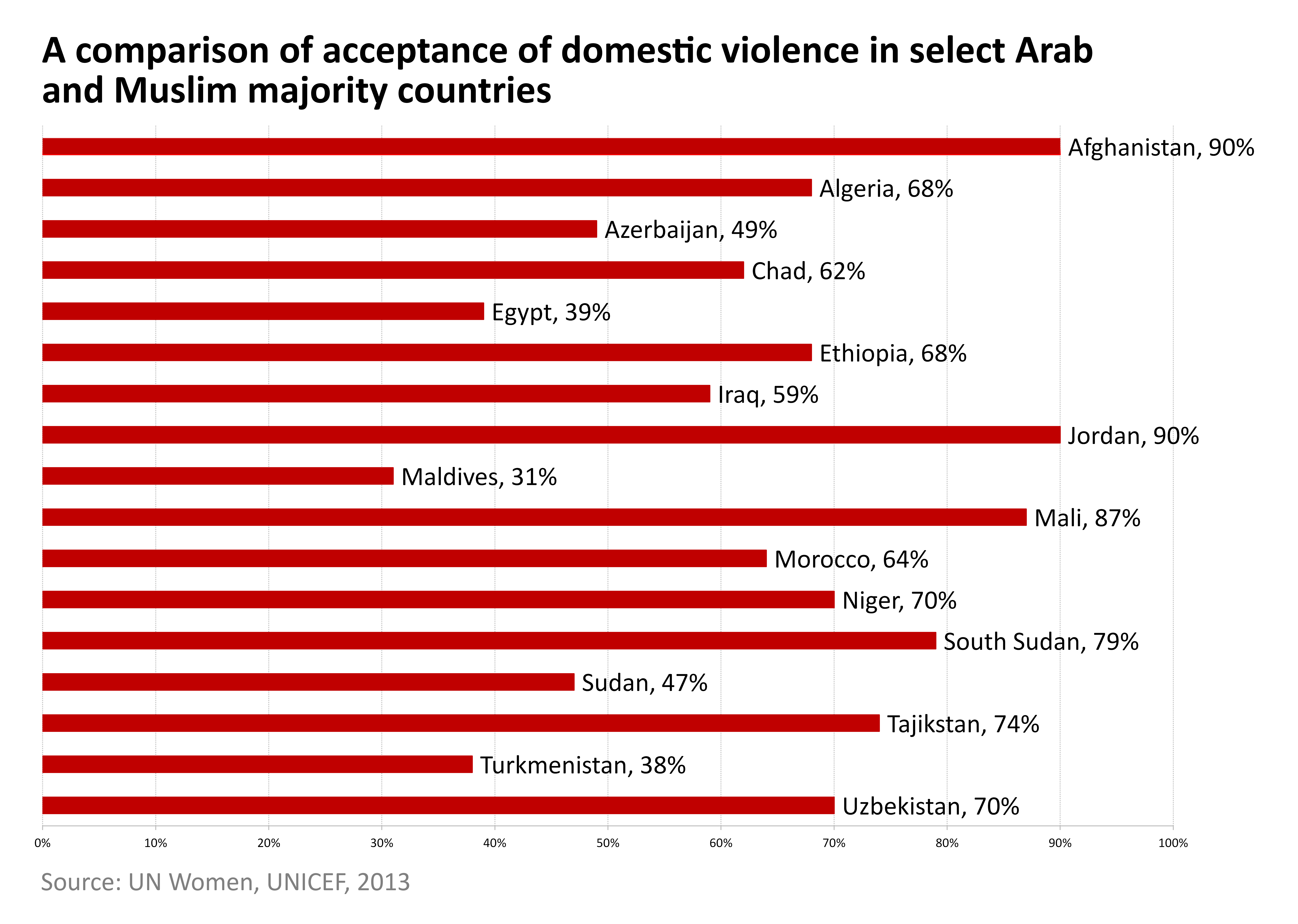
% жінок 15-49 років арабських та ісламських країн, котрі вважають, що чоловік/партнер має право бити чи вдарити дружину/партнерку за певних обставин, 2013

Насильство проти жінок — наслідок нерівноправності між жінками та чоловіками в суспільстві, його підживлює культура нетерпимості та заперечення. Водночас воно — причина та наслідок нерівних правоможних відносин між жінками та чоловіками в суспільстві. У результаті дисбалансу правоможностей, дискримінація та певне мізогінне ставлення до жінок ускладнюють їхні можливості уникнути насильницьких ситуацій. Громада та органи влади не завжди сприймають серйозно пережите жінками насильство, посилюючи їхню вразливість щодо подальшого насильства та навіть вбивств.
Відтворенню гендерованого насильства проти жінок сприяють:
- Глобальна гендерна нерівність та системна дискримінація жінок (наприклад, в освіті, неоплачуваній роботі, на ринку праці, в спорті), що загострює жіночу бідність та гендерний розрив в оплаті праці, роблячи жінок вразливою стратою насильства.
- Гендерна сліпота законодавства і нестача правової та політичної бази щодо забезпечення прав жінок та карності насильства проти жінок у більшості країн, і брак доступу жінок до влади, щоб розробляти такі інструменти.
- Гендерні стереотипи та застарілі гендерні ролі — уявлення про прийнятну та «правильну» поведінку і риси чоловіків та жінок, якими виправдовують насильство (зокрема, чоловікам приписується і толерується вищий рівень агресії, а від жінок очікується терплячість, заборона на вираз агресії);
- Культурні норми, соціальний тиск на постраждалих та свідків (звинувачення жертви): «соціальний тиск такий сильний, що багато жертв сприймають насильство як невідворотне явище в житті і не повідомляють про нього. Інших потерпілих, які мають відвагу звертатися по допомогу до органів влади, нерідко відсилають назад, не сприймаючи їх серйозно»;
- Мізогінія у масмедіа. Сексуальна об'єктивація жінок патріархальними культурами, зокрема, в індустріях порнографії та проституції, а також у медіа, рекламі, відеоіграх);
- Культура зґвалтування — уявлення та практики суспільного заохочення поведінки, що конвергує з сексуальним насильством; включно з толеруванням насильства в освіті, міфами про зґвалтування та романтичне кохання, звинуваченням постраждалих[1].

Ставлення, упередження, гендерні стереотипи та звичаї чи традиції, засновані на гендерній нерівності, впливають на моделі поведінки, що сприяють насильству.

## Історія
Боротьбою з насильством проти жінок так дівчат займається від свого зародження феміністичний рух та теорія. Фемінізм другої хвилі 1960-х, що розвинувся після здобуття базових громадянських прав для жінок суфражизмом, зробив своїм фокусом насильство проти жінок: у першу чергу сексуальне й репродуктивне: зґвалтування та домагання, обмеження доступу до безпечних абортів. Закладена в цей час теорія фемінізму, особливо радикального, структурно аналізувала насильство проти жінок в концептах патріархату та гендеру. Ці дані збагатила галузь гендерних досліджень (зокрема, жіночих). З усвідомленням загроз та масштабів гендерної нерівності світовою спільнотою заходи з захисту жінок та дівчат перейшли в законодавчу сферу та на міжнародний рівень. Наразі міжнародні договори та кращі підходи в сфері протидії насильству імплементуються у вигляді державних гендерних політик, найефективнішою з яких є гендерний мейнтримінг.
- 1979: Конвенція ООН про ліквідацію всіх форм дискримінації жінок (CEDAW), «білль про права» жінок — міжнародний договір, укладений Генеральною Асамблеєю ООН 3 вересня 1981 року і ратифікований 189 державами[13]. Ще понад 50 країн ратифікували конвенцію з урахуванням заяв і застережень.
- 1973: Декларація ООН про захист жінок і дітей при надзвичайних обставинах та під час збройних конфліктів: виходячи з того, що жінки та діти завжди є жертвами війни, громадських заворушень та інших надзвичайних ситуацій, що змушує їх відчувати «нелюдські страждання і, як наслідок, зазнавати серйозної шкоди»[14] через «придушення, агресію, колоніалізм, расизм, чужоземне панування та іноземне підпорядкування». Документ особливо забороняє напади та бомбардування цивільних, використання проти них хімічної та біологічної зброї. Конвенція вимагає дотримання Женевського протоколу (1925) та Женевської конвенції (1949) та вжити заходів для припинення «переслідувань, тортур, каральних заходів, поводження, що принижує гідність, та насильства», особливо якщо вони спрямовані проти жінок та дітей, а також визнання «в'язниць, тортур, стрілянини, масових арештів, колективного покарання, знищення житла та насильницьких виселень» злочинами.[15] Також декларація закріплює невід'ємні права (доступ до їжі, право на притулок та медичне обслуговування) жінок та дітей у надзвичайній ситуації.[16]
- 1993: Декларація ООН про усунення насильства проти жінок вводить термін «насильство проти жінок»: «будь-який акт насильства за ознакою статі, що має або може мати своїм результатом фізичну, статеву чи психологічну шкоду або страждання жінкам, включаючи погрози здійснення таких актів, примушування чи свавільне позбавлення свободи, будь то в суспільному чи особистому житті». Постановляється, що «насильство проти жінок є втіленням історично нерівних владних відносин між чоловіками та жінками, котрі призвели до домінування чоловіків та дискримінації жінок чоловіками та до недопускання повноцінного розвитку жінок; і тому насильство проти жінок є одним із ключових соціальних механізмів, з допомогою котрих жінок примушують до позиції підлеглості стосовно чоловіків»[17]. Насильство проти жінок класифікується у три категорії: домашнє насильство, таке, що відбувається в суспільстві, і насильство, яке чинить чи виправдовує держава.

Рада Європи з 1990-х приймала блоки ініціатив для захисту жінок та дівчат від насильства. ПАРЄ також зайняла чітку політичну позицію проти всіх форм насильства проти жінок і прийняла чисельні резолюції та рекомендації, що закликали до законодавчо встановлених стандартів запобігання, захисту постраждалих та судочинства над найважчими та найбільш поширеними формами гендерного насильства.
- 2002: Комітетом міністрів Ради Європи впроваджені рекомендації (Council of Europe Recommendation Rec(2002)5) країнам-учасницям щодо захисту жінок від насильства,[18]
- 2006—2008: всеєвропейська кампанія боротьби з насильством проти жінок (включно з домашнім насильством) від Ради Європи.[19]

Попри всі вжиті заходи, національні звіти, дослідження та опитування виявили пандемічний масштаб проблеми у Європі. Усвідомивши необхідність гармонізованих законодавчих стандартів широкого спектру охоплення, аби надавати однаковий рівень захисту скрізь у Європі, Рада Європи вирішила кратно збільшувати захист жінок і розробила та погодила текст Стамбульської конвенції до 2010 року.
- 2011: Угода Ради Європи про запобігання насильству проти жінок і домашньому насильству (Стамбульська конвенція) визначає насильство проти жінок порушенням прав людини та формою дискримінації і нарешті пропонує системні, контрольовані та ефективні стратегії викорінення цих явищ через профілактику насильства, захист постраждалих і «покінчення з безкарністю злочинців»[20]. Вона криміналізує: домашнє насильство (включно з психологічним та економічним), сексуальне насильство (зґвалтування, зокрема й шлюбні, та сексуальні домагання), убивства честі та інші злочини «честі» (обливання кислотою, спалювання вдів, вбивства наречених, смерть за посаг), калічення вульви, примусові стерилізації, аборти та шлюби, переслідування (сталкінг) та інше насильство, асоційоване зі статтю. Конвенція надає комплексну юридичну базу, стратегії та заходи, засновані на найкращому досвіді запобігання та протидії насильству проти жінок та домашньому насильству. На січень 2018 року Стамбульську конвенцію підписали 46 країн та Євросоюз[1]. Підписана 45 країнами та Євросоюзом і постійно відкрита до підписання будь-якою країною світу. Україна ратифікувала конвенцію 20 червня 2022 року[3].
- 1999: Шведська модель протидії проституції (боротьби з попитом) — загальнодержавна стратегія скорочення попиту на проституцію шляхом криміналізації покупців (клієнтів) і сутенерів та декриміналізації проституйованих (повій) з метою скорочення обсягу секс-індустрії[21]. Заснована на дослідженнях, модель вперше впроваджена у Швеції 1999 року, підтримується ООН та Європарламентом. Модель вперше криміналізує покупку проституції, надає постраждалим допомогу у виході з проституції (медична допомога, правовий захист, необхідна реабілітація, профорієнтація та працевлаштування), та широко інформує громадськість про насильство проти жінок, права людини та культуру згоди на секс. Шведська модель ефективно знижує попит на проституцію, згідно з більшістю досліджень[22][23][24][25][26][27]. Повністю або частково впроваджена в 8 країнах: у 5 із 28 державах Євросоюзу (Швеція, Норвегія[28], Ісландія[29], Франція[30], Ірландія[31]) та 3 поза ним: Канада[32], Північна Ірландія[33] та Ізраїль[34]. В Німеччині[35], Іспанії[36], Латвії[37] та Литві[38] йде робота над прийняттям моделі. Поза ЄС впровадження моделі розглядає Велика Британія[39]. У 2014 році Європарламент ухвалив резолюцію[40] на користь Нордичної моделі, в якій закликав держави ЄС криміналізувати купівлю проституції та пропонувати підтримку жертвам торгівлі людьми для виходу із проституції, визнавши негативний вплив легалізації проституції на безпеку жінок та дівчат[41].

## Види насильства

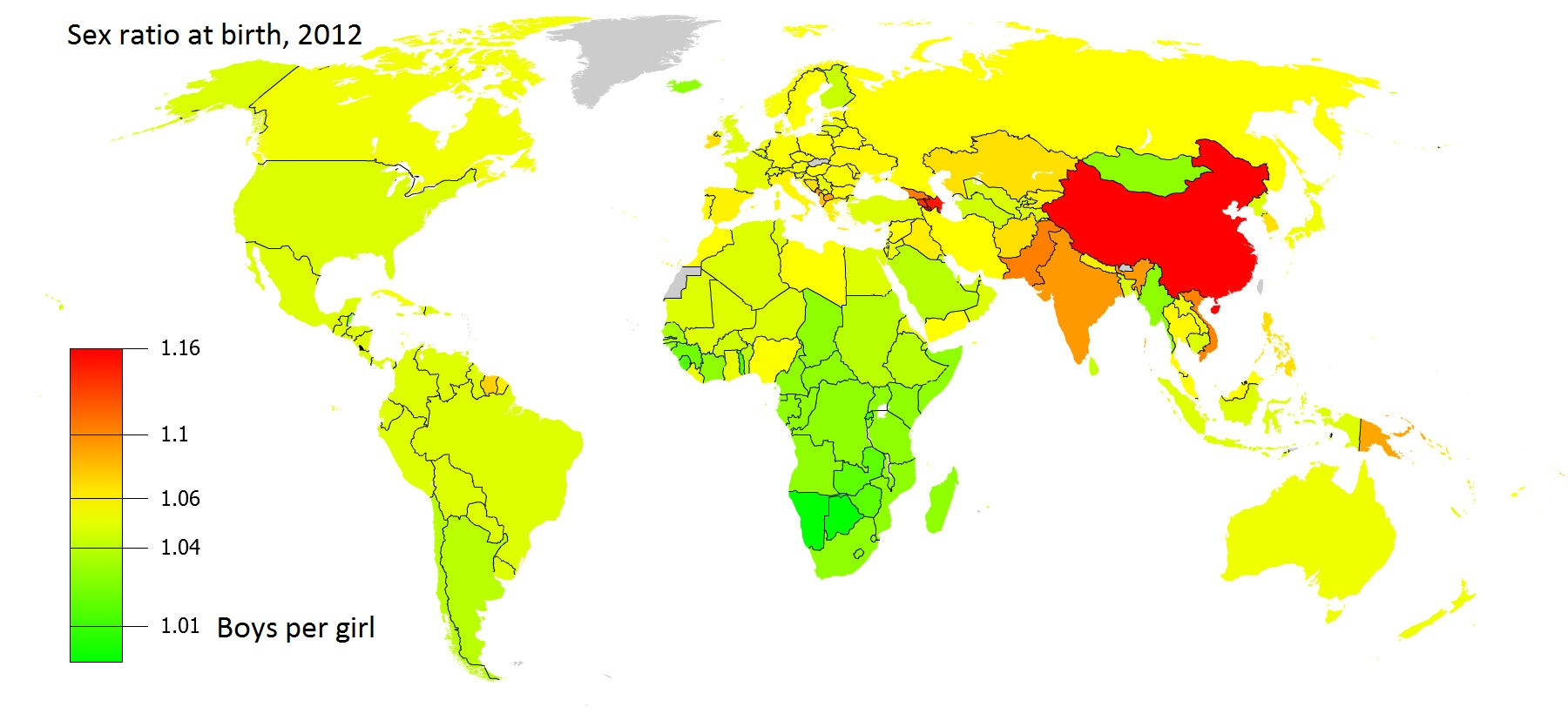
Число хлопчиків на 1 дівчинку при народженні внаслідок селективних абортів, 2012

Насильство щодо жінок охоплює (але не обмежується) фізичним, сексуальним, психологічним, економічним насильством:
- яке відбувається у в сім'ї, включаючи завдання побоїв, сексуальне насильство проти дівчаток у сім'ї, насильство, пов'язане з посагом, зґвалтування дружини чоловіком, ушкодження жіночих геніталій та інші традиційні практики, що завдають шкоди жінкам, позашлюбне насильство (з боку інтимного партнера) і насильство, пов'язане з експлуатацією;
- яке відбувається в суспільстві в цілому, включаючи зґвалтування, сексуальне насильство, сексуальні домагання, домагання до жінок та дівчат, залякування на роботі, у навчальних закладах та в інших місцях, торгівлю жінками і примус до проституції;
- з боку або при потуранні держави, де б воно не відбувалося[42].

Частина з видів насильства проти жінок визнані такими міжнародним правом та внесені до Стамбульської конвенції. Країни, які ратифікують конвенцію, мусять забезпечити кримінальну відповідальність за ці види насильства, належне розслідування злочинів, всебічний захист потерпілих та профілактику їх повторення. Решта видів насильства регулюється в залежності від місцевих законодавств та звичаїв.
| Вид насильства, визначення | Приклад імплементації |
| --- | --- |
| «Психологічне насильство» (Ст. 33) — навмисне залякування, домагання чи погрожування особі протягом певного періоду, що призводить до травматичних переживань. У близьких стосунках психологічне насильство може часто переходити в фізичне та сексуальне насильство. | У Франції вчинення психологічного насильства було внесене до Кримінального кодексу в 2010 році. Цей злочин карається жорсткими санкціями, що варіюють від трьох років позбавлення волі до 75 000 євро штрафу. |
| «Переслідування (сталкінг)» (Ст. 34) — неодноразове погрожування комусь через фізичне переслідування, залучення до небажаного спілкування чи навмисне інформування когось про те, що за ними ведеться нагляд, щоб змусити їх боятися за свою безпеку. Це може бути завдання шкоди власності, дії проти сім'ї жертви, її друзів чи домашніх улюбленців або поширення невірогідної інформації через інтернет. | Тоді як за психологічне насильство та переслідування, по суті, має бути встановлена кримінальна відповідальність, Конвенція передбачає можливість вносити застереження для забезпечення гнучкості тим країнам, чиї правові системи передбачають некримінальні санкції (які, проте, мають застосовуватися і бути достатні для покарання злочинця та утримання від подібної поведінки в майбутньому). В Італії переслідування стало кримінальним злочином у 2009 році: карається позбавленням волі від 6 місяців до 4 років. Якщо кривдник — колишній чоловік чи дружина, був у близьких відносинах із жертвою, чи жертва неповнолітня, санкції можуть бути підвищені до 6 років позбавлення волі |

Зведеним індексом зґвалтувань жінок у 2018 році, дані з WomanStats Project.
Зґвалтування не є великою проблемою в цьому суспільстві
Зґвалтування є невеликою проблемою
Зґвалтування є проблемою
Зґвалтування є серйозною проблемою
Зґвалтування є ендемічним
Брак даних

| «Фізичне насильство» (Ст. 35) | |
| «Сексуальне насильство» (Ст. 36) — всі сексуальні активності з особою без її згоди (non-consensual sex), зокрема «зґвалтування» (проникнення до будь-якої частини тіла жертви будь-якої частини тіла кривдника чи предмета). Концепт згоди дозволяє покарати злочини на сексуальному ґрунті, в яких неможливо довести, що потерпілі намагалися протистояти нападові (застарілий критерій зґвалтування).     | Щоб заповнити цю прогалину, Конвенція передбачає врахування обставин, при яких відбулася дія, при оцінці того, чи була дана згода, незалежно від того, чи жертва чинила будь-який фізичний опір. Також встановлюється кримінальна відповідальність за зґвалтування в шлюбі, між партнерами чи між подружньою парою/партнерами в минулому. Декларація з ліквідації насильства проти жінок, ухвалена Генеральною Асамблеєю ООН в 1993 році, відкрито згадує про зґвалтування дружини чоловіком як про насильство проти жінок. |
| «Примусовий шлюб» (Ст. 37) — акт навмисного використання фізичних або психологічних погроз, щоб змусити дорослу чи дитину (дитячі шлюби) прийняти шлюб, чи перевезення дорослої чи дитини до іншої країни, щоб змусити їх вступити в шлюб (викрадення наречених). | У Великій Британії кампанії ГО „Southall Black Sisters“ („Чорні сестри Саутголлу“) привела до створення поліційних настанов щодо примусових шлюбів і вдосконалення політики Міністерства закордонних справ і у справах співдружності націй у відповідь на справи, коли британських громадян змушували брати шлюб за кордоном. Кримінальний кодекс Болгарії передбачає кримінальну відповідальність за примусовий вступ до шлюбу, а також за викрадення жінки для того, щоб примусити її вступити в шлюб. |
| „Калічення жіночих геніталій“ (Ст. 38) — всі операції, що навмисно змінюють чи травмують жіночі геніталії з немедичних причин (культові мізогінні практики, що завдають непоправної постійної шкоди і зазвичай проводиться без згоди жертви). В конвенції кримінальні санкції також накладаються на тих, хто допомагає в скоєнні злочину.                                                                   | В Австрії до 2001 року заподіяння тілесних ушкоджень не тягло за собою кримінальної відповідальності, якщо проводилося за згодою потерпілої сторони. В результаті цього „обрізання“, що здійснюються переважно над дітьми, не каралися, коли батьки чи опікун дівчинки давали юридичну згоду. За допомогою поправки до Кримінального кодексу Австрія гарантує тепер неможливість надання згоди на „ушкодження чи поранення статевих органів, що має привести до постійного погіршення сексуальних відчуттів“. |
| «Примусовий аборт» (Ст. 39) — виконання операції аборту без попередньої та інформованої згоди вагітної. | |
| «Примусова стерилізація» (Ст. 39) — та проведення операції, що націлена на усунення здатності жінки до природного відтворення, без її попередньої та інформованої згоди чи розуміння. | |
| «Сексуальне домагання» (Ст. 40) — будь-яка форма небажаної вербальної, невербальної чи фізичної поведінки сексуального характеру, мета або наслідок якої — порушення гідності особи, зокрема шляхом створення загрозливого, ворожого, принизливого або образливого середовища. | Тут Конвенція також дозволяє країнам-учасницям вибрати некримінальні санкції (цивільні чи адміністративні правові санкції): сексуальне домагання має бути суб'єктом «кримінальних чи інших законодавчо визначених санкцій». |
| «Злочини, здійснені в ім'я так званої „честі“» (Ст. 42) | |

### Феміцид
Див. Дітовбивство, Сестровбивство, Матрицид, Зниклі та вбиті жінки корінного населення

### Сексуальне насильство
Див. Сексуальне насильство в Південно-Африканській Республіці, Сексуальне насильство проти корінних американок, Зґвалтування в Афганістані, Сухий секс, Сексуальне насильство в армії

#### Воєнне сексуальне насильство
Див. Сексуальне насильство під час російсько-української війни, Зґвалтування під час окупації Німеччини, Зґвалтування Бельгії, Зґвалтування під час Кашмірського конфлікту

#### Проституція

Повна криміналізація – проституція незаконна в усіх аспектах (повія, клієнт, сутенер) і не регулюється законом
Криміналізація сутенерства (аболіціонізм, боротьба з організованою проституцією) – індивідуальна проституція (повія) та покупка (клієнт) не караються, сутенерство і борделі незаконні, проституція не регулюється
Криміналізація покупця та сутенера (Шведська модель, неоаболіціонізм) – заняття проституцією законне, купівля (клієнт) та посередництво заборонені
Повна декриміналізація – заняття, купівля і сутенерство законні
Легалізація – заняття, купівля і сутенерство законні і регулюються законом
Залежить від місцевого (муніципального) законодавства

Абсолютну більшість проституйованих складають жінки та діти, абсолютну більшість покупців (у тому числі чоловічої проституції) — чоловіки. Середній вік потрапляння в проституцію становить 13 років. Жінки в проституції стикаються із вбивствами, зґвалтуваннями, насильством, бідністю, наркоманією, жорстоким поводженням, стигмою й соціальною ізоляцією. Повій у 60-120 разів частіше вбивають, частіше експлуатують, продають та здійснюють напади. 68 % жінок у вуличній проституції повідомили про зґвалтування. В ряді країн додаються ризики ув'язнення та смертної кари. Багато повій обох статей мають ВІЛ, проте 51 % проституйованих у світі не мають доступу до профілактичних послуг. Жінки в проституції частіше мають ПТСР (13 %), тривожність (33,7 %) та депресію (24,4 %), при цьому більше перешкод для отримання психологічної допомоги, жорстоке поволження: до них гірше ставляться в медзакладах, попри необхідність частого лікування та ІПСШ-скринінгів.
Криміналізація повій у більшості світу протягом історії людства не принесла позитивних результатів, досі будучи пов'язаною з високими показниками ІПСШ, насильством проти жінок з боку покупців та переслідуванням їх поліцією. Страх перед юридичними наслідками стримує людей у проституції від пошуку послуг з охорони здоров'я та повідомлення про злочини. За криміналізації жінок у проституції частіше ґвалтують, вбивають та дискримінують через їх маргіналізоване становище і переслідування поліцією.
Криміналізація сутенерства (аболіціоністська модель протидії проституції): карає експлуатацію людей для проституції (втягнення, посередництво, торгівля людьми з метою прибутку); так, будь-яка третя сторона, яка вербує, наживається чи організовує людей у проституції, несе покарання. Прихильники моделі закликають уряди вживати необхідних заходів, трактуючи проституцію як рабство, а сутенерство як работоргівлю. Ця модель є перехідним кроком до неоаболіціонізму (Шведської моделі криміналізації покупця).
За резолюцією Європарламенту від 2014 року, легалізація проституції негативно впливає на безпеку жінок та дівчат.
Звід законів Швеції, передової в досягненні гендерної рівності, «Про жіночі свободи» (швед. Kvinnofridslagstiftningen) визначає проституцію видом чоловічого насильства щодо жінок, однією з форм експлуатації жінок і домінування чоловіків, а також наголосив на необхідності запобігання торгівлі людьми та злочинності. Закон набув чинності 1 січня 1999 р. і включений до Кримінального кодексу Швеції з 1 квітня 2005 р., давши початок Шведській (неоаболіціоністській) моделі протидії проституції. Покарання за купівлю проституції встановлене у вигляді штрафу або тюремного ув'язнення на максимальний термін у 6 місяців.
«Ключовим переконанням ООН є те, що всі жінки, залучені у проституцію, є постраждалими. Незалежно від того, називають вони себе „секс-працівницями“ чи ні, незалежно від того, чи вважають вони це роботою, ми вважаємо їх постраждалими. А тих, хто купує такі „послуги“, вважаємо тими, хто здійснює насильство проти жінок. Тому що ми не вважаємо, що проституція — це те, що жінки обирають через „любов до професії“, це — найбільш безнадійне, найбільш нездорове та принизливе, що може трапитись з будь-якою жінкою. Це наша позиція» (Заява виконавчої директорки ООН Жінки Пумзіле Мламбо-Нгука, 2020 рік)

#### Порнографія
Див. Дитяча порнографія

#### Зґвалтування
Див. Культура зґвалтування, Міфи про зґвалтування, Звинувачення жертви, Слатшеймінг, Серійні зґвалтування, Групове зґвалтування, Зґвалтування на побаченнях, Зґвалтування обманом, Зґвалтування знайомими

##### Зґвалтування з застосуванням наркотиків
Див. Наркотик для зґвалтування

#### Сексуальні домагання
Див. Звинувачення Гарві Вайнштайна, MeToo, ЯНеБоюсьСказати

### Репродуктивне насильство

Здорова вульва (A) та типи жіночого обрізання за класифікацією ВООЗ (B, C, D)

### Домашнє насильство

#### Аб'юзивні стосунки
Див. Аб'юзивна влада і контроль

#### Психологічне насильство
Див. Переслідування, Газлайтинг

## Боротьба
Боротьба з насильством проти жінок та дівчат протягом історії призвела до напрацювання таких інструментів, як:
- Мінімальний вік згоди вступу в шлюб, одруження до якого не є злочином щодо дівчини в цьому віці.
- Вік сексуальної згоди, мінімальний обмежений законодавством вік законного вступу в сексуальну взаємодію з людиною в цьому віці.
- Згода на секс: добровільна, свідома, інформована і відклична, як критерій розрізнення сексу та сексуального насильства.
- Сексуальна освіта дітей та дорослих про сексуальну анатомію, контрацепцію, вагітність, безпечний секс та культуру згоди, здорові стосунки.
- Жіночі прихистки та інші простори виключно для жінок (гуртожитки, вагони, бари, заходи).

Протективний ефект має рівень освіти жінок та їх фінансова незалежність, плановане батьківство, доступ до контрацепції. Як альтернативи протидії насильство застосовувалися практики сепарації від чоловіків: політичне лесбійство, жіночі комуни, бостонські шлюби.

### Стамбульська конвенція: комплексна протидія насильству проти жінок

Країни-учасниці (синій) та підписантки (червоний) Стамбульської конвенції станом на 2015 рік

Багаторічна підготовка та дискусії увінчалася створенням Стамбульської конвенції — законодавчо закріпленого потужного інструменту, що «створює вичерпну законодавчу рамку та підхід до боротьби з насильством проти жінок» та сфокусований на запобіганні домашньому насильству, захисті постраждалих та провадженні судових справ над злочинцями. Документ визнає насильство проти жінок водночас і порушенням прав людини, і формою дискримінації; встановлює чіткий зв'язок між досягненням гендерної рівноправності та викоріненням насильства проти жінок; включає комплексні заходи для запобігання та боротьби з насильством проти жінок, захисту та підтримки жертв та свідків насильства (включаючи дітей), покарання кривдників та контролю за впровадженням Конвенції у країнах-учасницях (ефективність досягається об'єднанням і координованою співпрацею всіх залучених органів та установ, з особливим акцентом на громадські організації та парламентарів).
Країни-учасниці Конвенції зобов'язуються:
- внести принцип рівних прав між жінками та чоловіками до своїх конституцій чи законодавства;
- заборонити дискримінацію жінок, зокрема шляхом застосування санкцій;
- скасувати закони та процесуальні норми, що дискримінують жінок. Стамбульська конвенція надає країнам-учасницям комплексну юридичну базу, стратегії та заходи, засновані на найкращому досвіді запобігання та протидії насильству проти жінок та домашньому насильству. Конвенція може та має допомогти покращити як становище жінок, так і повагу до прав людини за умови ратифікації її в достатній кількості держав. На січень 2018 року Стамбульську конвенцію підписали 46 країн та Євросоюз[1].

| Визначення насильства | Стратегії запобігання насильству | Стратегії забезпечення покарання | Стратегії захисту та підтримки постраждалих |
| --- | --- | --- | --- |
| Стамбульська конвенція вимагає криміналізації (визнання злочинами та притягнення до відповідальності) такі дії: - Фізичне насильство проти жінок, - Сексуальне насильство проти жінок, включаючи зґвалтування, що недвозначно покриває всі сексуальні активності з особою без її згоди (non-consensual sex), а також сексуальні домагання (харасмент), - Ритуальне калічення жіночих геніталій з немедичних причин, - Примусову стерилізацію жінок, - Поримусовий аборт, - Примусовий шлюб щодо жінок та дівчат, - Злочини в ім'я так званої «честі» - Психологічне насильство проти жінок, - Переслідування (сталкінг) жінок. | - Кампанії з підвищення обізнаності суспільства щодо насильства проти жінок, домашнього насильства, їх ознаки, форми, способи протидії, місця та способи отримання допомоги постраждалими. - Пропагування та тлумачення принципів рівноправності та поваги у стосунках у закладах освіти, для виховання поколінь із меншою кількістю сексистських, мізогінних переконань та гендерних стереотипів. Див. Сексизм в освіті. - Підготовку кадрів із запобігання та виявлення насильства, рівноправності, потреб постраждалих, запобігання повторній віктимізації та підтримки міжвідомчої співпраці. - Програми профілактичного втручання та лікування осіб, які вчинили домашнє насильство, злочини на сексуальному ґрунті, націлених навчити їх ненасильницької поведінки, відповідати за свої дії та переглянути своє ставлення до жінок. | - Запровадження виконавчих документів для невідкладного перешкоджання доступові кривдників до сімейного притулку та заборонних чи захисних судових приписів; | - Забезпечення інформування постраждалих про їхні права та місця і способи отримання допомоги (служб допомоги); - забезпечення роботи спеціалізованих допоміжних служб, основної ланки опори жінкам-постраждалим. Мають надавати як коротко-, так і довгострокові послуги, забезпечувати гендерно-чутливий підхід, адаптований для задоволення потреб жертв (часто специфічних: у груп молодих жінок, мігранток, жінок з обмеженими можливостями), багато з яких страждають від травм регулярного насильства. Служби повинні працювати по всій країні, бути доступними для всіх постраждалих та їх дітей (зрозумілою для них мовою), мати кваліфікований персонал, достатні кошти та змогу розширювати права постраждалих. Постраждалі від сексуального насильства потребують негайної медичної допомоги, судмедекспертизи та консультацій і тривалого психологічного нагляду з боку делікатного, професійного персоналу. Звідси потреба в компетентних, легкодоступних кризових центрах допомоги. Робоча група з питань боротьби з насильством стосовно жінок та домашнім насильством Ради Європи рекомендує один такий центр на 200 000 мешканців. - Заохочення свідків і фахівців, що працюють із жінками (медики, соціальні працівники, психологи) повідомляти про випадки насильства, адже про більшість випадків насильства проти жінок не повідомляється; - Захист і підтримка дітей — свідків насильства. Реалізується центрами допомоги постраждалим жінкам, включає психо-соціальні консультації. |

### Шведська модель протидії проституції

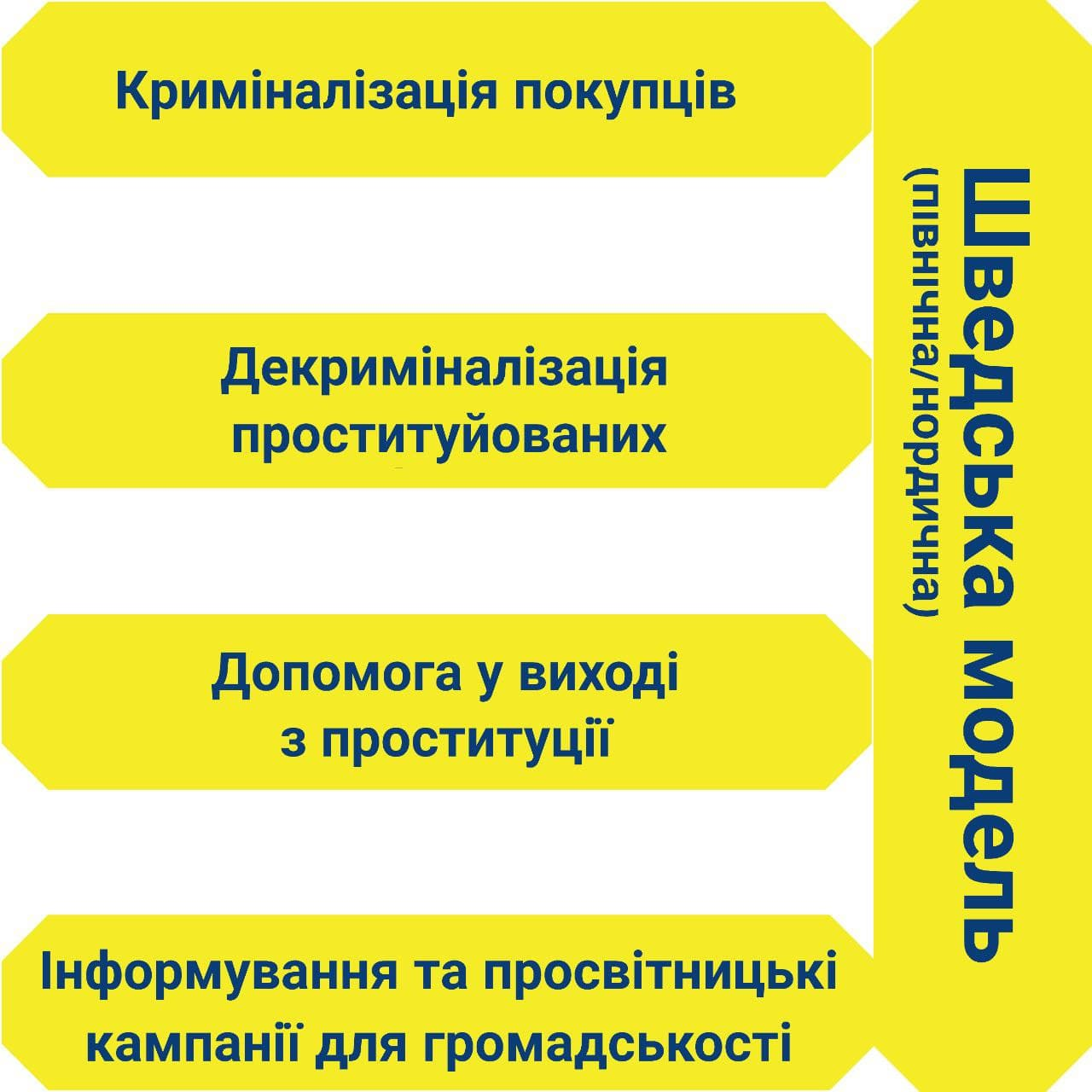
Як працює Шведська модель

Єдиною ефективною законодавчою рамкою боротьби з проституцією, насильством проти жінок у проституції та втягнення у проституцію жінок та дівчат є шведська (північна) модель протидії проституції — гендерна політика, заснована на дослідженнях проституції та принципі попиту та пропозиції з метою скорочення обсягу секс-індустрії. У шведській моделі, на відміну від решти підходів, криміналізується (вважається злочинцем і несе відповідальність) покупець (клієнт) (той, хто платить за проституцію, зазвичай чоловік) та сутенер (основний отримувач зиску), а проституйована особа (повія, що виконує проституцію, зазвичай жінка чи дівчинка) звільняється від покарання. Крім того, за моделі протидії попиту жінки та дівчата отримують від держави необхідний захист та підтримку у програмах з оздоровлення, виходу з проституції, реабілітації, ресоціалізації, профорієнтації, профнавчання та працевлаштування, а громадськість — широку просвіту щодо насильства проти жінок, прав людини та культури згоди. Впливаючи на вигодоотримувачів та споживачів проституції, вона скорочує попит на проституцію у клієнтів, і, відповідно, пропозицію сутенерського бізнесу.
Досягнення таких змін уможливив звід законів Швеції «Про жіночі свободи» (швед. Kvinnofridslagstiftningen), котрий визначив саму проституцію видом чоловічого насильства щодо жінок, однією з форм експлуатації жінок і домінування чоловіків, а також наголосив на необхідності запобігання торгівлі людьми та злочинності. Швеція — одна з небагатьох країн, які максимально наблизилися до «остаточного вирішення питання гендерної нерівності». Головне положення шведської гендерної політики — формування сучасного суспільства, в якому і чоловіки і жінки мають однакові (рівні) права, можливості та обов'язки.
Закон набув чинності 1 січня 1999 р. і включений до Кримінального кодексу Швеції з 1 квітня 2005 р. Покарання за купівлю сексу встановлене у вигляді штрафу або тюремного ув'язнення на максимальний термін у 6 місяців.
Модель вперше впроваджена у Швеції 1999 року і активно поширюється країнами світу, офіційно підтримується ООН та Європарламентом. У 2014 році Європарламент ухвалив резолюцію на користь Нордичної моделі, в якій закликав держави ЄС криміналізувати купівлю проституції та пропонувати підтримку жертвам торгівлі людьми для виходу із проституції, визнавши негативний вплив легалізації проституції на безпеку жінок та дівчат. На сьогодні шведська модель діє в 8 країнах: Швеція, Норвегія, Ісландія, Франція, Ірландія, Канада, Північна Ірландія та Ізраїль. В Німеччині, Іспанії, Латвії та Литві йде робота над прийняттям моделі. Впровадження моделі розглядає Велика Британія.